# Sant Pere de Falgars
Sant Pere de Falgars és una església romànica situada en el petit nucli de Falgars d'en Bas, dins el terme municipal de la Vall d'en Bas (Garrotxa) protegida com a bé cultural d'interès local.

## Descripció
És un edifici molt transformat que conserva l'estructura original: una sola nau, absis semicircular i campanar de torre. La part superior del temple sembla refeta. A la part baixa de l'absis es conserva la decoració de lesenes que es devia completar amb un fris d'arcuacions. La nau va ser ampliada amb capelles laterals i el campanar, que originalment estava separat de l'església, va quedar integrat. El campanar presenta finestres quadrades que no semblen originals i per sota d'aquestes hi ha un fris de quatre arcuacions llombardes. El parament està format per petits carreus allargassats, escairats senzillament en filades uniformes i irregulars travades amb morter. L'església està situada a l'altiplà del Cabrerès, sota el castell de Sant Miquel de Castelló.

## Història
Apareix documentada com a parròquia als segles xi i xii, en la documentació del bisbat de Vic, al qual pertany. Del segle xiii no hi ha notícies, però al segle xiv, el rei Pere III donà a Ramon d'Empúries tots els drets que li pertanyien del castell de Castelló d'en Bas i de la parròquia de "Sancti Petri de Falgars". A finals del segle xiv el castell de Bas i la parròquia de Sant Pere s'escripturen com a propietat del Marquès d'Aitona. Aquest temple patí els efectes dels terratrèmols de 1428 però fou ampliat i modificat en èpoques posteriors. El 1536 es va renovar el presbiteri i es col·locà un retaule de Joan Ribó que posteriorment fou substituït per un altre del barroc que desaparegué el 1936. Una restauració posterior reportà unes pintures murals a l'absis, originals del vigatà Lluís costa. El 1583 es reformà la façana, segons consta al portal dovellat. Deixà de tenir culte l'any 1974.